# Klas Östergren
Klas Östergren (født 20. februar 1955) er en svensk forfatter. Han er kendt for romaner som Gentlemen (1980) og Gangsters (2005). 2014 blev han medlem af Svenske Akademien.